# Opération Toral
Pour les articles homonymes, voir Toral.
Pendant la Mission Resolute Support de la guerre d'Afghanistan
L'opération Toral est le nom de code de la présence britannique en Afghanistan après 2014 dans le cadre de la mission Resolute Support de l'OTAN. Les forces britanniques avaient deux tâches principales : former et encadrer les forces afghanes, et assurer la protection des forces pour les conseillers de l'OTAN via la Force de sécurité de Kaboul/Unité de protection de Kaboul.
L'opération s'achève le 8 juillet 2021 avec le retrait des forces américaines et de l'OTAN du pays. Cependant, les troupes britanniques ont ensuite été redéployées dans le cadre de l'opération Pitting en août 2021 pour évacuer les ressortissants et le personnel britanniques à la suite de l'offensive talibane de 2021.